# Strobe Lights
«Strobe Lights» (укр. Стробоскопічні вогні) — пісня бельгійського співака Реда Себастьяна. Авторський колектив склали сам Себастьян, Астрід Руеланц, Біллі Бентейн та Віллем Вандерштіхеле (Hush), причому продюсуванням займався Hush. Композиція представляла Бельгію на пісенному конкурсі «Євробачення» 2025 року. У Фландрії сингл досяг п’ятого місця в національному чарті Belgian Singles Chart.

## Передумови та створення
«Strobe Lights» була написана Себастьяном, Астрід Руеланц, Біллі Бентейн та Віллемом Вандерштіхеле (Hush), останній також виступив продюсером. В інтерв’ю онлайн-виданню L'Eurovision Au Quotidien Себастьян схарактеризував композицію як «веселу й сяючу нічну пригоду». Єва Франц з Yle описала «Strobe Lights» як «навіюючу й темну танцювальну пісню».

### Європісня 2025
Європісня 2025 (англ. Eurosong 2025) — національний відбірковий конкурс, за допомогою якого було обрано представника Бельгії на «Євробаченні» 2025 року. Змагання складалося з двох попередньо записаних шоу, що вийшли в ефір 18 та 25 січня 2025 року, та фіналу у прямому ефірі 1 лютого 2025 року, де визначали переможця.
13 січня 2025 року телекомпанія VRT оголосила, що пісня «Strobe Lights» у виконанні Себастьяна стала однією з учасниць «Євробачення» 2025. У фіналі 1 лютого 2025 року композиція здобула перемогу, посівши перше місце за підсумками оцінок журі та глядацького голосування, набравши 432 бали. Це забезпечило їй право представляти Бельгію на «Євробаченні» 2025 року.

### Євробачення
Пісенний конкурс «Євробачення» 2025 року відбувся у багатофункціональній арені Санкт-Якобсгалле в Базелі (Швейцарія) та складався з двох півфіналів — 13 і 15 травня, та фіналу — 17 травня 2025 року. Під час жеребкування 28 січня 2025 року Бельгії випало виступати у першому півфіналі в другій половині шоу.
У першому півфіналі Бельгія виступила дев’ятою серед п’ятнадцяти країн-учасниць, але до фіналу не кваліфікувалася.

## Чарти
| Чарт (2025)                    | Пікова позиція |
| ------------------------------ | -------------- |
| Бельгія (Ultratop 50 Flanders) | 5              |
| Литва (AGATA)                  | 88             |

## Реліз
| Дата виходу    | Формат                                        | Версія                    | Лейбл | Примітки |
| -------------- | --------------------------------------------- | ------------------------- | ----- | -------- |
| 25 січня       | - Цифрове завантаження - Потокове мультимедіа | Оригінальна               | CNR   | [ 11 ]   |
| 11 квітня 2025 | семидюймовий вініл                            | - Оригінальна - Розширена | CNR   | [ 12 ]   |